# Molecular & Cellular Proteomics
Molecular & Cellular Proteomics (MCP) es una revista científica mensual revisada por pares establecida en 2002 y publicada por la Sociedad Estadounidense de Bioquímica y Biología Molecular. Cubre la investigación sobre las propiedades estructurales y funcionales de las proteínas , especialmente en lo que respecta al desarrollo.

## Alcance e historia
La revista también publica otros contenidos como "Opiniones de HUPO", que son informes de la Organización del Proteoma Humano (HUPO), actas de las reuniones de HUPO,  y las actas del Simposio Internacional sobre Espectrometría de Masas en Las Ciencias de la Vida. 
A partir de enero de 2010, la revista se publica únicamente en línea y ya no está disponible en forma impresa.  El editor en jefe es AL Burlingame.  Todos los artículos están disponibles gratuitamente 1 año después de su publicación. Los artículos de prensa están disponibles gratuitamente en su sitio web inmediatamente después de su aceptación.

## Resumen e indexación
MCP está indexado en Medline , PubMed , Index Medicus , Science Citation Index , Current Contents - Life Sciences , Scopus , BIOSIS Previews , Web of Knowledge y Chemical Abstracts Service . 

## Métricas de revista
2023
- Web of Science Group : 5.911
- Índice h de Google Scholar: 196
- Scopus: 7.09

Em  Google Académico (2023) clasifica a la revista en el tercer lugar en la categoría "Proteómica, péptidos y aminoácidos"  con un índice h5 de 60.